# Румбек
Румбек (англ. Rumbek) — город в Южном Судане, административный центр округа Центральный Румбек и штата Озёрный.

## Географическое положение
Город расположен на высоте 406 метров над уровнем моря.

## Демография
Население города по годам:
| 1973   | 1983   | 2010   |
| ------ | ------ | ------ |
| 16 732 | 19 399 | 24 632 |

## Религия
Город является центром католической епархии, главный храм — церковь Святого Семейства.

## Образование
В 2010 году основан Университет Румбека.